# Lo stagista inaspettato
Lo stagista inaspettato (The Intern) è un film del 2015 scritto e diretto da Nancy Meyers.
Il film, con protagonisti Robert De Niro e Anne Hathaway, affronta il problema del rapporto tra generazioni e quello della conciliazione tra carriera e famiglia, nell'ottica sia maschile che femminile.

## Trama
Una società startup di Brooklyn, che vende on line articoli di abbigliamento, avvia una campagna di assunzione di stagisti "senior" alla quale risponde Ben Whittaker, un vedovo settantenne in pensione la cui vita lo annoia terribilmente. Ben viene assunto ed assegnato alla fondatrice della compagnia, Jules Ostin, che si occupa in prima persona di ogni aspetto della gestione dell'azienda e dunque, essendo già largamente oberata, non gli riserva molte attenzioni.
L'uomo però, con esperienza e pazienza, si fa subito benvolere da tutti i giovani colleghi, finendo presto per risultare prezioso anche all'occupatissima Jules, con la quale instaura un bel rapporto umano. Quando le dimensioni dell'azienda, in continua crescita, la costringono a considerare l'assunzione di un amministratore delegato, Jules entra in crisi, faticando ad accettare di avere una figura apicale di quel tipo, in quella che considera una sua creatura. In un viaggio cruciale a San Francisco Jules si fa accompagnare da Ben e gli confida i propri problemi famigliari: il marito Matt, che ha messo in secondo piano la propria carriera per lei e si occupa della casa e della figlia a tempo pieno, ora la tradisce.
Così Jules, tornata a casa con l'accordo per la nomina del nuovo amministratore delegato, decide di affrontare la questione con Matt per fare chiarezza sul futuro. Facendo appello alla saggezza di Ben, Jules trova in sé stessa le risposte e, conciliatasi col marito pentito, rinuncia al nuovo AD, caricandosi di responsabilità sempre crescenti, ma che ora si sente in grado di sopportare.

## Produzione
Inizialmente i due attori scelti per i ruoli dei protagonisti erano Michael Caine e Tina Fey, ma successivamente la Fey viene sostituita da Reese Witherspoon per il sovrapporsi di altri progetti nello stesso periodo delle riprese del film. Nel febbraio 2014 Anne Hathaway entra nel cast per rimpiazzare la Witherspoon nel ruolo della protagonista.
Il budget del film è stato di 35 milioni di dollari.

### Riprese
Le riprese del film iniziano il 23 giugno 2014 a Brooklyn e sono finite il 29 settembre 2014.

## Distribuzione
Il primo trailer del film viene diffuso il 13 maggio 2015 sul canale YouTube della Warner Bros.
La pellicola è stata distribuita nelle sale cinematografiche statunitensi il 25 settembre 2015, mentre in quelle italiane dal 15 ottobre.

## Accoglienza

### Incassi
Il film ha incassato 75,7 milioni di dollari negli Stati Uniti e 118,8 milioni di dollari nel resto del mondo; complessivamente ha incassato quasi 195 milioni di dollari.

### Critica
Il film ottiene il 59% delle recensioni professionali positive sul sito Rotten Tomatoes, con un voto medio di 5,7 su 10 basato su 201 critiche; sul sito Metacritic ottiene un punteggio di 51 su 100, mentre su CinemaScope ottiene un "A-".
Il regista Quentin Tarantino ha dichiarato che la pellicola meriterebbe l'Oscar:
(Quentin Tarantino)

## Riconoscimenti
- 2015 - Critics' Choice Movie Award[13]
  - Candidatura per il miglior attore in un film commedia a Robert De Niro
- 2016 - Teen Choice Awards[14]
  - Candidatura per il miglior film commedia
  - Candidatura per la migliore attrice in un film commedia a Anne Hathaway